# Vidar Hellners
Karl Vidar Hellners, född 20 juli 1928 i Malmö, är en svensk diplomat.

## Biografi
Hellners är son till direktören Einar Hellners och Astrid Nygren. Han tog juris kandidatexamen i Lund  1949 och gjorde tingstjänstgöring 1950-1953 innan han blev attaché i Utrikesdepartementet (UD) 1953. Hellners tjänstgjorde i Warszawa 1955-1956, var ambassadsekreterare där 1957, i London 1957-1960 och var andre sekreterare vid UD 1960-1961. Han var förste sekreterare 1961-1963, byrådirektör UD 1963-1965, förste ambassadsekreterare i Ankara 1965-1967 och ambassadråd samt tillförordnad chargé d’affaires i Jeddah 1967-1970. Hellners var därefter ambassadråd i Rom 1970-1975 och generalkonsul i San Marino 1971-1975.
Han var biträdande utrikesråd och biträdande chef vid rättsavdelningen vid UD 1975-1976. Hellners var utrikesråd 1976, ambassadör i Lagos, Accra, Cotonou 1977-1981, även i Lomé 1979-1981, ambassadör i Budapest 1981-1985 och hade särskilt uppdrag vid UD 1986-1989. Han var ambassadör i Östberlin 1989-1990, hade särskilt uppdrag i Genève (EFTA) 1991 och var ambassadör i Riga från 1991.
Hellners var ombud vid FN:s generalförsamling, chefsdeleg i FN:s tredje havsrättskonferens och andra internationella förhandlingar samt expert i utredningar och kommissioner. Hellners skrev även artiklar i juridiska och ekonomiska tidskrifter.